# Olivella petiolita
Olivella petiolita är en snäckart som först beskrevs av Pierre Louis Duclos 1835.  Olivella petiolita ingår i släktet Olivella och familjen Olividae. Inga underarter finns listade i Catalogue of Life.